# Отрадний (Костромська область)
Отрадний (рос. Отрадный) — селище в Октябрському районі Костромської області Російської Федерації.
Населення становить 64 особи. Входить до складу муніципального утворення Покровське сільське поселення.

## Історія
До 1945 та у 1963-1966 роках населений пункт належав до Вохомського району.
Від 2007 року входить до складу муніципального утворення Покровське сільське поселення.

## Населення
| 2008 | 2010 | 2014 |
| ---- | ---- | ---- |
| 80   | ↘62  | ↗64  |